# هارلن (دهانه)
هارلن یک دهانه برخوردی در ماه‌ است.